# نوی-ایزنبورگ
شهر نیو-آیزنبورگ (به آلمانی: Neu-Isenburg) در ایالت هسن در کشور آلمان واقع شده‌است.